# Њемцовце (Бардјејов)
Њемцовце (слч. Nemcovce) насељено је мјесто са административним статусом сеоске општине (слч. obec) у округу Бардјејов, у Прешовском крају, Словачка Република.

## Становништво
| Година:    | 1994. | 2004.   | 2014.   | 2024.   |
| ---------- | ----- | ------- | ------- | ------- |
| Број људи: | 266   | 261     | 255     | 252     |
| Разлика:   |       | -1,87 % | -2,29 % | -1,17 % |

| Година:    | 2023. | 2024.   |
| ---------- | ----- | ------- |
| Број људи: | 265   | 252     |
| Разлика:   |       | -4,90 % |

Према подацима о броју становника из 2024. године насеље је имало 252 становника.